# Jablanac
Jablanac – wieś w Chorwacji, w żupanii licko-seńskiej, w mieście Senj. Leży u podnóża Welebitu. W 2011 roku liczyła 83 mieszkańców.
We wsi funkcjonuje port, z którego kursują promy na wyspę Rab. Lokalną atrakcją turystyczną jest zatoka Zavratnica, w której spoczywa wrak wojskowego promu z II wojny światowej. Niedaleko znajduje się Park Narodowy Welebitu Północnego.